# Charlotte Girard
Pour les articles homonymes, voir Girard (patronyme).
Charlotte Girard, née le 7 septembre 1974, est une universitaire et femme politique française. Elle est professeure de droit public au Centre de recherche et d'études sur les droits fondamentaux à la Faculté de droit et de science politique de Paris-Nanterre.
Après avoir travaillé dans l'aide humanitaire, elle s'investit en politique en 2002 au Parti socialiste, où elle rencontre François Delapierre et Jean-Luc Mélenchon. Elle participe avec ces derniers à la création d'un parti scissionnaire, le Parti de gauche, puis d'un mouvement, La France insoumise (FI). Elle devient membre de l'équipe de campagne de Mélenchon lors de l'élection présidentielle de 2017, avant de se présenter aux législatives de la même année, sans succès. En 2019, elle refuse d'occuper la tête de liste de la FI pour les élections européennes de 2019, avant de quitter le parti, dénonçant un manque de démocratie et d'organisation en son sein.
Depuis, elle participe à la fondation du think tank Intérêt général, et fait partie de son conseil d'orientation scientifique.

## Biographie
Après une enfance et une adolescence passées à La Réunion, Charlotte Girard étudie à l'université Panthéon-Sorbonne, à Paris. Elle obtient en 1993 son diplôme d'études universitaires générales, puis sa licence en droit public l'année suivante. En 1995 elle est diplômée d'une maîtrise de droit public puis obtient en 1996 un diplôme d'études approfondies de droit public comparé des États européens, sous la direction d'Alain Claisse et avec comme sujet d'étude « Le “droit au silence”. Un exemple de la différence de conception des droits des individus au Royaume-Uni et en France ».
En 2004, elle soutient, sous la direction d'Étienne Picard, sa thèse intitulée « Des droits fondamentaux au fondement du droit : réflexions sur les discours théoriques relatifs au fondement du droit »,, dont une version remaniée est éditée par la Sorbonne six ans plus tard,.
En 2012, elle est habilitée à diriger des recherches. Entre 2014 et 2016, six thèses sont entamées sous sa direction.
Elle est professeure de droit public au Centre de recherche et d'études sur les droits fondamentaux à l'université Paris-Nanterre,.

### Vie privée
Charlotte Girard était la compagne de François Delapierre jusqu'à son décès en 2015. Elle a eu avec lui deux filles.

## Engagement politique

### Engagement dans l'humanitaire et débuts en politique
Outre les études, la jeune Charlotte Girard s'investit aussi dans l'humanitaire et est fondatrice de l'association Autremonde. Elle part en 1994 en mission au Rwanda après le génocide des Tutsis. C'est à cette occasion qu'elle se forge une conscience politique et qu'elle rencontre Djordje Kuzmanovic, qu'elle côtoiera plus tard au sein de La France insoumise.
En 1995, elle soutient Lionel Jospin, le candidat du Parti socialiste (PS) pour l'élection présidentielle de la même année. Après l'élimination de celui-ci dès le premier tour de l'élection de 2002 face à Jean-Marie Le Pen (Front national, FN) et Jacques Chirac (Rassemblement pour la République), elle intègre le PS,. Elle le sent pourtant « en ruine », et considère que « Jospin se dirig[e] vers un chemin que je n'approuve pas ». Au PS, elle rejoint la Convention pour la VIe République d'Arnaud Montebourg. Elle milite par la suite pour le « non » au référendum sur le traité établissant une constitution pour l'Europe de 2005. Après un référendum interne au parti en prévision de ce dernier, soldé par la victoire du « oui », et la volonté de Montebourg (qui jusque là défendait le « non ») de dorénavant promouvoir le traité, elle quitte la Convention. Avec François Delapierre et Jean-Luc Mélenchon et le soutien d'Henri Emmanuelli et de Laurent Fabius, elle participe au courant du PS Trait d'union ainsi qu'à la fondation de l'association politique Pour la République sociale. C'est à cette occasion qu'elle se lie avec François Delapierre — qu'elle épousera — ainsi qu'avec Jean-Luc Mélenchon.

### Création du Parti de gauche

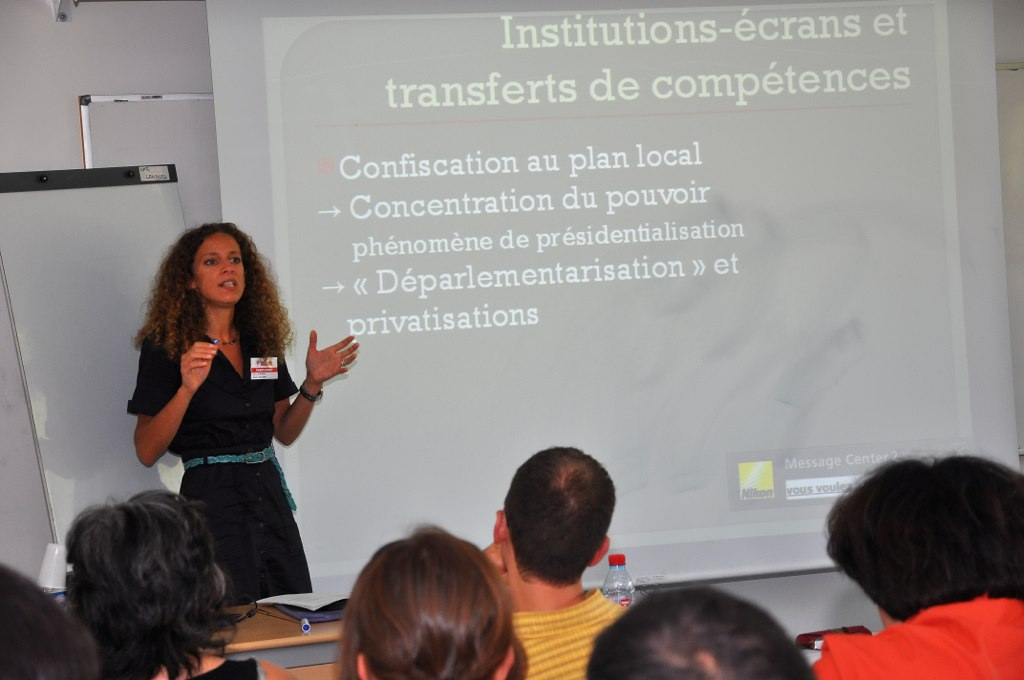
Charlotte Girard lors d'une conférence du Parti de gauche en 2011.

Charlotte Girard participe à la création en 2008 du Parti de gauche, scission du Parti socialiste et dont une partie des membres proviennent de Pour la République sociale. Elle occupe en son sein la fonction de coprésidente de la commission nationale pour la Constituante et la Sixième République, avec Clément Sénéchal,.

### Engagement au sein de La France insoumise
Elle intègre La France insoumise (FI) à sa création en 2016, et devient porte-parole de Jean-Luc Mélenchon, le candidat du mouvement à l'élection présidentielle de 2017, dont elle coordonne sa campagne. Elle est également co-responsable avec Jacques Généreux de L'Avenir en commun, le programme de La France insoumise pour les élections présidentielles et législatives de la même année,. Elle participe par la suite à une émission de chiffrage du programme de cinq heures, diffusée en direct sur YouTube et à la création avec Mathieu Dupas, dans le cadre de la mise en place de compléments programmatiques à L'Avenir en commun, d'un livret sur l'Assemblée constituante. Selon un article de Claude Askolovitch dans L'Obs, Mélenchon aurait prévu, s'il avait été élu, de confier à Girard le poste de Première ministre,. Après l'arrivée au second tour d'Emmanuel Macron (En marche !) et de Marine Le Pen (FN), Charlotte Girard refuse d'accorder son soutien à Macron, s'opposant à la fois à ce dernier et à Le Pen.
Candidate pour la FI à l'élection législative de 2017 dans la dixième circonscription de l'Essonne, Charlotte Girard perd le scrutin au second tour face à celui de La République en marche, Pierre-Alain Raphan, qui la dépassait de onze points au premier tour. Elle réunit 4 134 voix (15,55 %) au premier tour, et 9 713 (46,58 %) au second,.
Charlotte Girard présente en 2017 le contre-budget de LFI à celui du nouveau président de la République Emmanuel Macron, dans une nouvelle émission de chiffrage diffusée sur YouTube. En 2018, elle se dit « satisfaite » de la démission de Jean-Marc Janaillac de la direction d'Air France-KLM après la victoire du non à un référendum interne à l'entreprise sur l'accord salarial. Elle évoque un départ « responsable ».

### Départ de La France insoumise
Pour les élections européennes de 2019, elle est pressentie pour être tête de liste de La France insoumise, avec Manuel Bompard. Sur les listes bicéphales proposée aux militants du mouvement en avril 2018, elle occupe la première place de la liste des femmes. Elle annonce finalement mi-novembre ne pas occuper une place éligible sur la liste définitive des candidats et candidates de la FI, en évoquant des « contraintes personnelles, familiales et professionnelles » et regrettant la mise en avant de Sophia Chikirou. Elle est à la dernière place de la liste finale.
Après l'échec électoral de la FI aux élections européennes, Charlotte Girard et plusieurs cadres et militants de La France insoumise, dont Manon Le Bretton et Hélène Franco, signent une note évoquant un fonctionnement « dangereux pour l'avenir ». Il est noté l'absence d'« instance de décision collective ayant une base démocratique » et le trop grand poids du groupe des parlementaires LFI. Il est demandé la possibilité d'organiser des débats contradictoires, de proposer des textes aux votes et d'installer une « assemblée constituante du mouvement ». Quelques jours après, elle quitte la FI, dénonçant notamment le fait qu'« il n'y a pas de moyen de ne pas être d'accord ». Quand elle quitte LFI, Jean-Luc Mélenchon lui adresse un message d’une rare brutalité, révélé en 2025 dans le livre La Meute: « Delap [le surnom de François Delapierre] aurait honte de toi. ».

### Activités de réflexion politique
Charlotte Girard participe en mai 2019 à la fondation du think tank Intérêt général, qui déclare vouloir participer à « l'alternative populaire » à la politique menée par Emmanuel Macron, afin de « préparer l'accession au pouvoir des forces émancipatrices » ; il évolue dans la sphère d'influence de La France insoumise. Charlotte Girard intègre son conseil d'orientation scientifique à la mi-2020.